# Dešenice

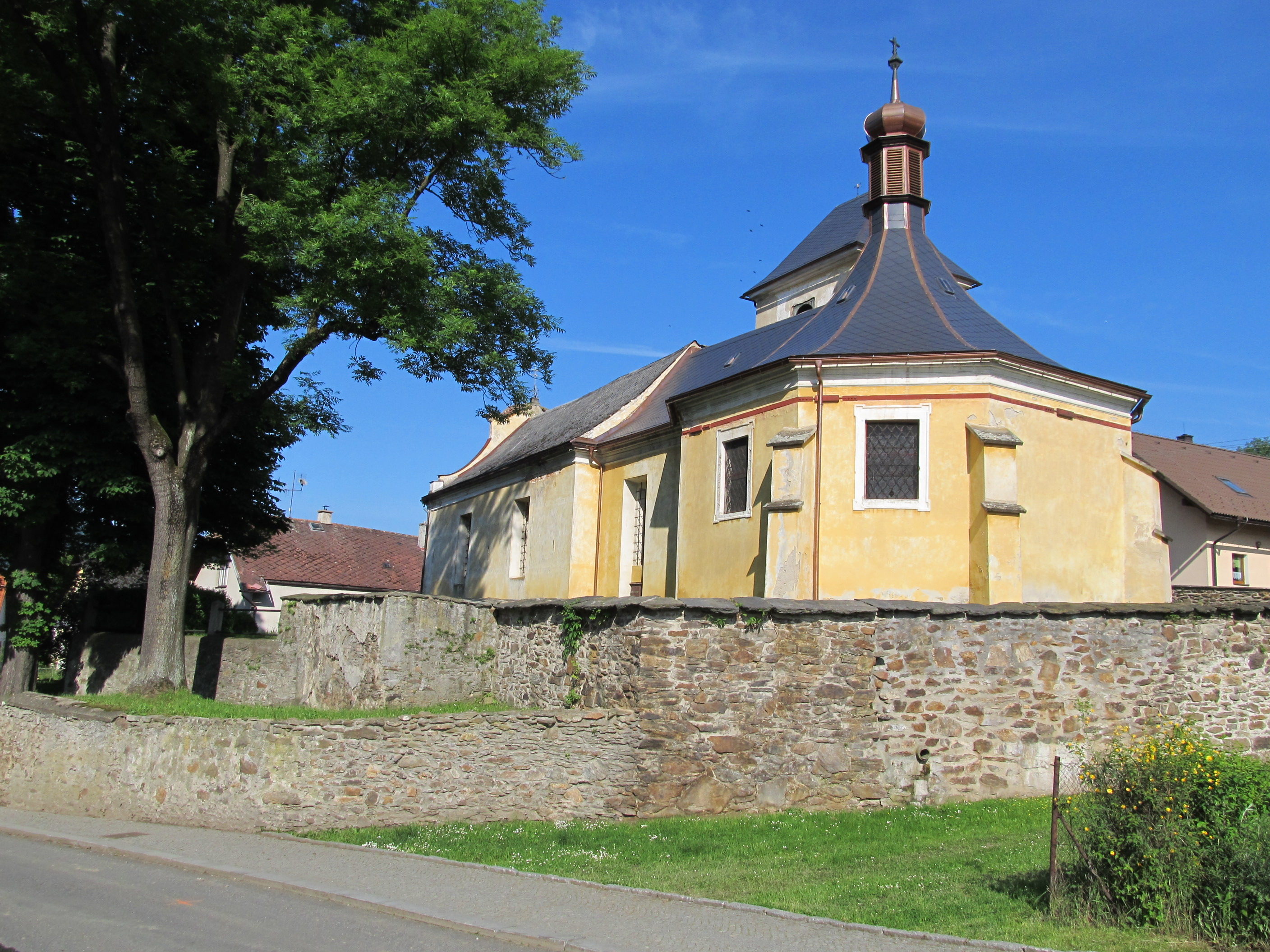
Kirche des hl. Nikolaus

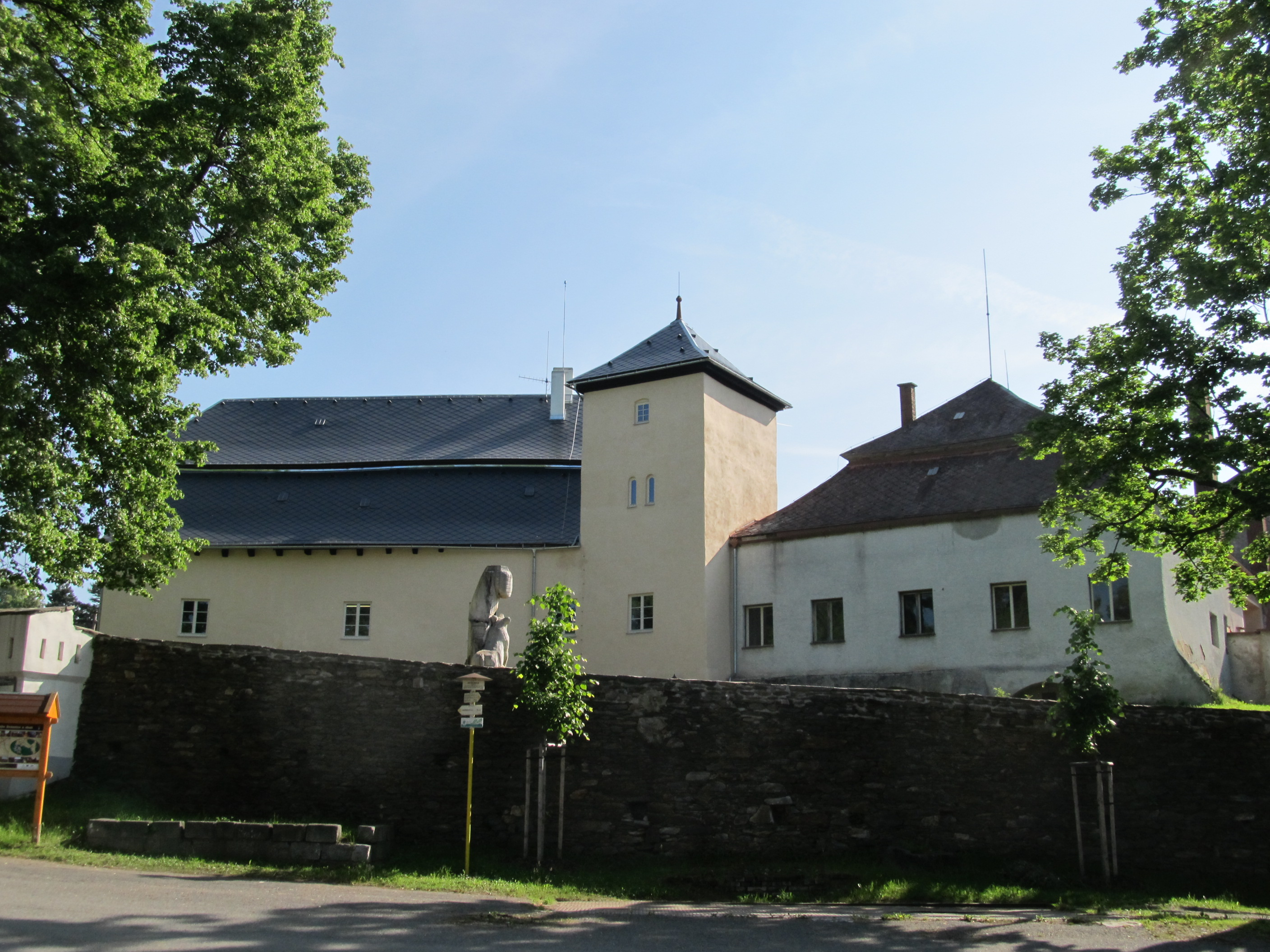
Feste Dešenice

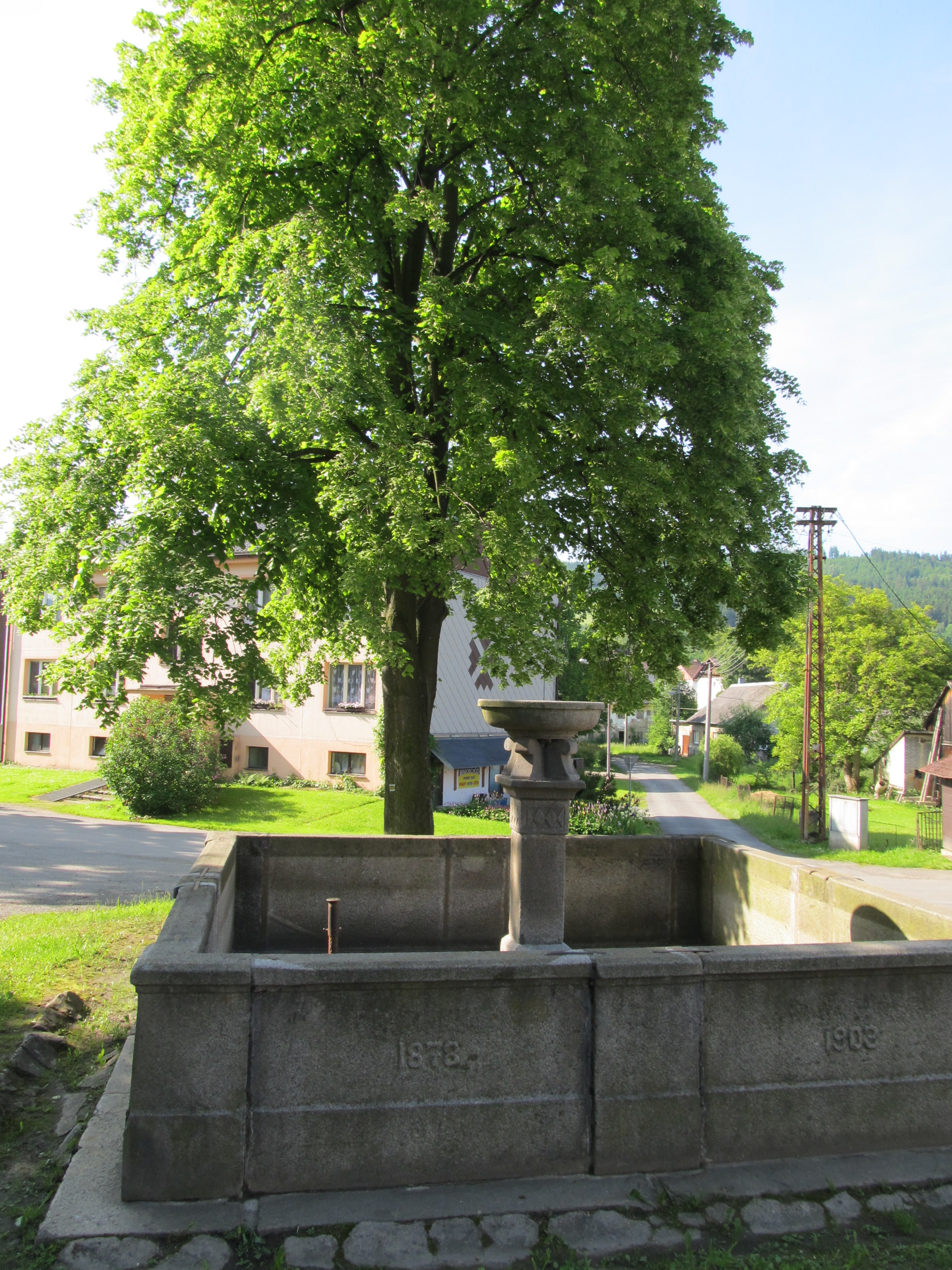
Brunnen auf dem Markt von Dešenice

Dešenice (deutsch Deschenitz) ist eine Minderstadt in Tschechien. Sie liegt drei Kilometer südöstlich von Nýrsko und gehört zum Okres Klatovy.

## Geographie
Dešenice befindet sich in den nördlichen Ausläufern des Künischen Gebirges (Královský Hvozd). Das Städtchen liegt rechtsseitig des Baches Dešenický potok (Kautzenwasser) am Rande des Landschaftsschutzgebietes Šumava und wird vom Želivský potok (Bauholzbach) durchflossen. Nordöstlich erhebt sich der U Ramene (723 m), im Osten der Želivský vrch (Bauholz, 770 m) sowie südöstlich der Křížový vrch (Kreuzberg, 810 m). Südwestlich liegt die Trinkwassertalsperre Nýrsko. Dešenice wird im Osten und Süden in einer großen Schleife von der Bahnstrecke Železná Ruda–Plzeň umfahren, der Haltepunkt Dešenice befindet sich am nordöstlichen Ortsrand gegenüber dem Friedhof.
Nachbarorte sind Bystřice nad Úhlavou und Hodousice im Norden, Blata, Žiznětice, U Weinbauerů, Zahorčice und Krotějov im Nordosten, Želiv, U Stojzů, Patraska, Dešeníčky und Divišovice im Osten, Oldřichovice, Děpoltice, Na Drahách, Datelov und Březí im Südosten, Matějovice, Zelená Lhota, Kollerův Kostel und Hamerský Dvůr im Süden, Gubrův Dvorec, Na Lesní Louce und Stará Lhota im Südwesten, Milence im Westen sowie Nýrsko im Nordwesten.

## Geschichte
Die erste urkundliche Erwähnung von Deschenicz stammt aus dem Jahre 1272, zu dieser Zeit war die Feste der Sitz des Ritters Rudgerus de Deschenicz. Um 1350 wurde die Kirche errichtet. Im Jahre 1379 gehörte die Feste Dešenice mit den Dörfern Dešenice, Milence, Matějovice, Žíznětice, Březí, Třebov, Děpoltice und Datelov dem Racek von Deschenitz. Seit 1384 ist in Deschenitz ein Pfarrer nachweislich. Nachfolgende Besitzer der Herrschaft waren ab 1414 Ulrich von Pabienitz und ab 1452 Ctibor von Deschenitz. Zwischen 1551 und 1555 verkauften die Herren von Deschenitz die Feste Dešenice mit den Dörfern Dešenice, Zelená Lhota, Děpoltice und Žíznětice an Trystan von Předenice. Aus dem Jahre 1572 stammt die erste Erwähnung der Brauerei. Ab 1590 besaß Adam von Předenice die Herrschaft; ihm folgte 1595 sein Schwiegersohn Wilhelm Tluksa von Wraby. Aus dem Jahre 1593 stammen die ersten Nachrichten über die Deschenitzer Pfarrschule. Während des Dreißigjährigen Krieges wurde die Pfarrei Deschenitz protestantisch. Der Besitzer der Herrschaft Bystřice nad Úhlavou, Dionys Heinrich Kotz von Dobrz, ließ um 1630 den protestantischen Pfarrer aus Deschenitz vertreiben und den katholischen Pfarrer aus Neuern als Verwalter der Pfarrstelle einsetzen.
In der berní rula von 1654 sind für Deschenitz sieben Bauern, zehn Gärtner und vier Chalupner ausgewiesen. Besitzer der Herrschaft mit den Dörfern Dešenice, Zelená Lhota, Matějovice, Kreuzberg, Děpoltice, Starý Láz, Žíznětice und Městiště war zu dieser Zeit Adam Tluksa von Wraby. Der Niederen Gerichtsbarkeit von Deschenitz unterstanden 112 untertänige und 40 freie Personen. 1670 wurde durch Eva Maria Wrabsky, geborene Lažansky von Buggau, die die Güter Deschenitz, Drahenitz und Hoschowitz für ihren minderjährigen Sohn Rudolf verwaltete, mit Ignaz Lohner wieder ein Pfarrer eingesetzt; zur Pfarrer gehörten die Dörfer Děpoltice, Zelená Lhota, Hojsova Stráž, Matějovice und Žížnětice sowie ein Teil von Hamry. Im Jahre 1686 verkaufte Rudolf Wrabsky von Wraby die Herrschaft Deschenitz an Wilhelm Albrecht Kolowrat-Krakowsky, der Feste nicht selber bewohnte. Unterhalb der Kirche wurde zu Beginn des 18. Jahrhunderts ein neues Pfarrhaus errichtet. Nach dem Urbar von 1708 gehörten zur Herrschaft fünf Mühlen, vier Sägemühlen, eine Schäferei und fünf Teiche. Wilhelm Kolowrat-Krakowsky ließ 1720 die Kirche und 1729 auch die Feste instand setzen und umbauen. Im Jahre 1757 schlossen die Grafen Kolowrat-Krakowsky die Herrschaft Deschenitz an die Herrschaft Bistritz an der Angel an. Deschenitz bestand 1772 aus 52 Häusern, fünf davon waren von jüdischen Familien bewohnt. Im Jahre 1843 hatte das Dorf 1252 Einwohner. Bis zur Mitte des 19. Jahrhunderts war Deschenitz das Amtsdorf des Gutes Deschenitz.
Nach der Aufhebung der Patrimonialherrschaften bildete Deschenitz / Děšenice ab 1850 mit den Ortsteilen Bauholz, Kautzen, Kreuzberg und Mottowitz/Matějovice eine Gemeinde im Gerichtsbezirk Neuern. Die Synagoge wurde 1866 geweiht. Ab 1868 gehörte die Gemeinde zum Bezirk Klattau. 1873 begann die k.k. privilegierte Eisenbahn Pilsen–Priesen mit dem Bau der Eisenbahn von Neuern nach Markt Eisenstein. Nach Vollendung des Spitzbergtunnels fuhr am 22. Oktober 1877 der erste Zug an Deschenitz vorbei; einen Haltepunkt erhielt der Ort erst 1882. Das Postamt wurde 1875 eingerichtet. Beim Großfeuer von 1896 brannten vier Häuser nieder. 1906 entstand nördlich des Dorfes der neue Friedhof. 1921 hatte Deschenitz 958 Einwohner. Im selben Jahre lösten sich Mottowitz und Kreuzberg los und bildeten eine eigene Gemeinde. Die tschechische Namensform Dešenice wurde 1924 eingeführt. 1925 wurde eine tschechische Minderheitenschule eröffnet. Die Familie Kolowrat-Krakowsky verkaufte 1928 die Deschenitzer Brauerei an die Aktien-Brauerei Staab. Im Jahre 1930 lebten in Deschenitz 978 Menschen. Nach dem Münchner Abkommen wurde Deschenitz 1938 an das Deutsche Reich angeschlossen und gehörte zwischen 1939 und 1945 zum Landkreis Markt Eisenstein. 1939 lebten in der Marktgemeinde Deschenitz 911 Personen. Nach dem Zweiten Weltkrieg kam Dešenice zur Tschechoslowakei zurück und die meisten der deutschen Bewohner wurden vertrieben. 1946 wurde die Brauerei stillgelegt.
Die Feste wurde 1948 verstaatlicht und diente danach als Staatsgut. Matějovice und Křížový Vrch wurden 1947 eingemeindet. 1950 lebten in Dešenice 550 Personen. 1969 entstand im Úhlavatal die Trinkwassertalsperre Nýrsko. Am 1. Juli 1975 erfolgte die Eingemeindung von Milence und Žiznětice. Zu Beginn des Jahres 1976 wurde noch Děpoltice (mit Datelov, Divišovice, Městiště und Oldřichovice) eingemeindet. 1982 eröffnete ein Kulturhaus. Die Gemeinde gehört seit 2000 dem grenzüberschreitenden Aktionskreis Künisches Gebirge / Akčního sdružení Královský hvozd an. Am 10. Oktober 2006 wurde der Status von Dešenice als Městys erneuert. Im Jahre 2008 hatte der Kernort Dešenice 446 Einwohner.

## Gemeindegliederung
Die Minderstadt Dešenice besteht aus den Ortsteilen und Katastralbezirken Datelov (Todlau), Děpoltice (Depoldowitz), Dešenice (Deschenitz), Divišovice (Diwischowitz), Matějovice (Mottowitz), Městiště (Dorrstadt), Milence (Millik), Oldřichovice (Olchowitz) und Žiznětice (Schießnetitz). Zu Dešenice gehören außerdem der Weiler Dešeníčky (Kautzen), die Einschichten Bláhoský Mlýn (Blahamühle), Březí, Datelovský Mlýn, Na Drahách, Na Ovčím Vrchů, Na Zahradách, U Kryštofů, U Malátů, U Weinbauerů, Vaninský Dvůr und Želiv (Bauholz) sowie die Wüstung Křížový Vrch (Kreuzberg).

## Sehenswürdigkeiten
- Kirche des hl. Nikolaus, der frühgotische Bau entstand um 1350 und wurde 1384 zur Pfarrkirche erhoben
- Feste Dešenice am oberen Ende des Marktplatzes, die aus dem 13. Jahrhundert stammende Wasserfeste wurde 1729 unter Prokop Kolowrat-Krakowsky zu einem mit hoher Mauer umgebenen Schloss umgestaltet. Unter der Anlage befinden sich gut erhaltene Gewölbekeller, die für Ausstellungen genutzt werden.
- Brunnen, vor der Feste auf dem Markt von Dešenice, er wurde 1931 instand gesetzt und mit einem Wasserstrahl und einer steinernen Schale versehen
- Statue des hl. Johannes von Nepomuk am Markt von Dešenice, sie entstand um 1736.
- ehemalige Synagoge (Nr. 49), sie wurde in den Jahren 1865–1866 an Stelle eines alten jüdischen Bethauses erbaut und beherbergte auch eine jüdische Schule. Genutzt wurde sie bis in die 1930er Jahre, nach dem Zweiten Weltkrieg wurde das Gebäude zu einem Wohnhaus umgebaut.
- Berührstein in der Mauer der Feste neben der Statue des hl. Johannes von Nepomuk, geschaffen von Alois Öllinger als Teil des Skulpturenprojektes Künisches Gebirge
- Kapelle des hl. Johannes von Nepomuk, im Wald südlich von Dešenice am Weg nach Zelená Lhota
- Naturreservat Městišťská rokle